# Desitively Bonnaroo
Desitively Bonnaroo es el séptimo álbum de estudio del músico estadounidense Dr. John. Fue publicado en abril de 1974 a través del sello discográfico Atco Records.

## Grabación y producción
Producido por Allen Toussaint, Desitively Bonnaroo se grabó en Criteria Studios, en Miami, Florida, por Karl Richardson; y en Sea-Saint Studios, en Nueva Orleans, Luisiana, por Roberta Grace y Ken Laxton.

## Recepción de la crítica
Un escritor no especificado de Record World le otorgó el certificado de “Hit of the Week”, y señaló que “su voz inimitablemente valiente combinada con la producción experta de Allen Toussaint se suman a un paquete poderoso”. Un escritor no especificado de Billboard escribió: “Otro ‘pavoneo’ musical exitoso para el príncipe emplumado de la excitación. La mayoría de los cortes son relajados, pero cuentan con todos los ingredientes para llevar a Dr. John mucho más cerca de la cima”. Un escritor no especificado de la revista Cash Box escribió: “El nuevo Dr. John LP por fin está aquí y es espectacular. Con su sencillo actual, «Everybody Wanna Get Rich Rite Away», el álbum tiene ese sonido distintivo que es tan hermoso que te dan ganas de ponerte a bailar”.

## Lista de canciones
Todas las canciones escritas y compuestas por Mac Rebennack. 
| Lado uno |                                        |          |  |
| N.º      | Título                                 | Duración |  |
| 1.       | «Quitters Never Win»                   | 3:14     |  |
| 2.       | «Stealin'»                             | 3:29     |  |
| 3.       | «What Comes Around (Goes Around)»      | 3:10     |  |
| 4.       | «Me Minus You Equals Loneliness»       | 3:03     |  |
| 5.       | «Mos' Scocious»                        | 2:45     |  |
| 6.       | «(Everybody Wanna Get Rich) Rite Away» | 2:40     |  |

| Lado dos |                                                |          |  |
| N.º      | Título                                         | Duración |  |
| 1.       | «Let's Make a Better World» (Earl King)        | 2:54     |  |
| 2.       | «R U 4 Real»                                   | 4:15     |  |
| 3.       | «Sing Along Song»                              | 2:40     |  |
| 4.       | «Can't Git Enuff»                              | 2:58     |  |
| 5.       | «Go Tell the People» (Allen Toussaint)         | 3:03     |  |
| 6.       | «Desitively Bonnaroo» (Jessie Hill, Rebennack) | 2:30     |  |

## Créditos y personal
Créditos adaptados desde las notas de álbum de Desitively Bonnaroo.
Músicos
- Dr. John – guitarra, piano, voces
- Allen Toussaint – teclados, percusión, coros
- Leo Nocentelli – guitarra
- Arthur Neville – órgano
- George Porter, Jr. – Fender Bass
- Joseph Modeliste – batería
- Gary Brown – saxofón soprano, alto y tenor, clarinete
- Mark Colby – saxofón tenor, clarinete
- Whit Sidener – saxofón alto y barítono
- Ken Faulk – trompeta, fliscorno
- Peter Graves – trombón, bombardino
- Robbie Montgomery – coros
- Jessie Smith – coros

Personal técnico
- Allen Toussaint – productor, arreglos
- Karl Richardson – ingeniero de audio
- Roberta Grace – ingeniera de audio, mezclas
- Ken Laxton – ingeniero de audio, mezclas
- Bob Nall – ilustración
- Larry Summers – diseño de portada